# The Shaw Prize

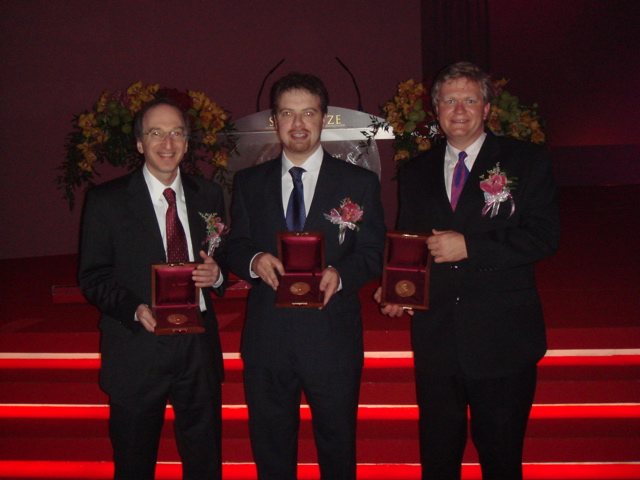
Winnaars van de Shaw Prize voor Astronomie 2006

The Shaw Prize wordt jaarlijks in Hongkong uitgereikt aan een of enkele nog actieve wetenschappers vanwege bijzondere verdiensten op hun vakgebied. De prijs werd ingesteld door de Hongkongese mediamagnaat Run Run Shaw in november 2002. De eerste laureaten werden gevierd in 2004.
De prijs wordt jaarlijks toegekend en bedraagt een miljoen dollar voor elk van de drie domeinen astronomie, biowetenschappen en geneeskunde en wiskundige wetenschappen.

## Laureaten

### Astronomie
- 2022 - Lennart Lindegren, Michael Perryman
- 2021 - Victoria Kaspi, Chryssa Kouveliotou
- 2020 - Roger Blandford
- 2019 - Edward C. Stone
- 2018 - Jean-Loup Puget
- 2017 - Simon White
- 2016 - Ronald Drever, Kip Thorne, Rainer Weiss
- 2015 - William J. Borucki
- 2014 - Daniel Eisenstein, Shaun Cole, John A. Peacock
- 2013 - Steven Balbus, John F. Hawley
- 2012 - David Jewitt, Jane Luu
- 2011 - Enrico Costa, Gerald J. Fishman
- 2010 - Charles L. Bennett, Lyman Page en David Spergel
- 2009 – Frank H. Shu
- 2008 – Reinhard Genzel
- 2007 – Peter Goldreich
- 2006 – Saul Perlmutter, Adam Riess en Brian Schmidt
- 2005 – Geoffrey Marcy en Michel Mayor
- 2004 – P. James E. Peebles

### Biowetenschappen en geneeskunde
- 2022 - Paul Negulescu, Michael Welsh
- 2021 - Scott D. Emr
- 2020 - Gero Miesenböck, Peter Hegemann, Georg Nagel
- 2019 - Maria Jasin
- 2018 - Mary-Claire King
- 2017 - Ian R. Gibbons, Ronald Vale
- 2016 - Adrian Bird, Huda Zoghbi
- 2015 - Bonnie Bassler, Everett Peter Greenberg
- 2014 - Kazutoshi Mori, Peter Walter
- 2013 - Jeffrey C. Hall, Michael Rosbash, Michael W. Young
- 2012 - Franz-Ulrich Hartl, Arthur L. Horwich
- 2011 - Jules Hoffmann, Ruslan Medzhitov, Bruce Beutler
- 2010 - David Julius
- 2009 – Douglas L. Coleman en Jeffrey M. Friedman
- 2008 – voor de helft toegekend aan Ian Wilmut en Keith H. S. Campbell ; de andere helft aan Shinya Yamanaka
- 2007 – Robert Lefkowitz
- 2006 – Xiaodong Wang
- 2005 – Sir Michael Berridge
- 2004 – Er werden twee Shawprijzen toegekend. Een prijs werd voor de helft toegekend aan Stanley N. Cohen en Herbert W. Boyer en voor de helft aan Yuet-Wai Kan. Een prijs werd toegekend aan Sir Richard Doll.

### Wiskundige wetenschappen
- 2022 - Noga Alon, Ehud Hrushovski
- 2021 - Jean-Michel Bismut, Jeff Cheeger
- 2020 - Alexander Beilinson, David Kazhdan
- 2019 - Michel Talagrand
- 2018 - Luis Caffarelli
- 2017 - János Kollár, Claire Voisin
- 2016 - Nigel Hitchin
- 2015 - Gerd Faltings, Henryk Iwaniec
- 2014 - George Lusztig
- 2013 - David Donoho
- 2012 - Maxim Kontsevitsj
- 2011 - Demetrios Christodoulou, Richard S. Hamilton
- 2010 - Jean Bourgain uit België
- 2009 – Simon Donaldson en Clifford H. Taubes
- 2008 – Vladimir Arnold en Ludwig Faddeev
- 2007 – Robert Langlands en Richard Taylor
- 2006 – David Mumford en Wu Wentsun
- 2005 – Andrew John Wiles
- 2004 – Shiing-Shen Chern